# Pat Rice
Patrick James Rice, född 17 mars 1949 i Belfast, Nordirland, är en före detta fotbollsspelare och var assisterande tränare i Arsenal FC 1996-2012.
Pat Rice föddes i Belfast, men växte upp i London och hade en lång karriär som högerback i Arsenal. Han kom till klubben som 15-åring och gjorde debut i en ligacupmatch mot Burnley den 5 december 1967. Rice var med om att vinna både ligan och FA-cupen säsongen 1970/71, då han spelade från start i 63 av 64 tävlingsmatcher. 1979 ledde han som lagkapten Arsenal till seger i FA-cupen. Efter 528 matcher för Arsenal flyttade Rice till Watford i november 1980, där han kom att spela 137 matcher innan han avslutade spelarkarriären 1984. Han var med om att föra upp klubben i division 1 och blev även utsedd till lagkapten. På landslagsnivå spelade Rice 49 landskamper för Nordirland mellan 1968 och 1979.
Rice kom tillbaka till Arsenal 1984, där han arbetade som ungdomstränare i tolv år. I september 1996 tog han tillfälligt över som A-lagstränare innan Arsène Wenger anlände till klubben. Rice har sedan dess varit assisterande tränare i Arsenal 1996-2012.Efter 44 år i klubben gick han i pension efter säsongen 2011/12.